# Earl of Home

Wappen der Earls of Home bis 1881

Wappen der Earls of Home ab 1881

Earl of Home [hjuːm] ist ein erblicher britischer Adelstitel der Peerage of Scotland.
Der jeweilige Earl ist erblicher Chief des Clan Home, sowie Generalerbe des Hauses Douglas.
Historischer Stammsitz der Earls war Hume Castle in Roxburghshire. Heutige Familiensitze der Earls sind The Hirsel bei Coldstream in Berwickshire sowie Castlemains bei Douglas in South Lanarkshire.

## Verleihung und nachgeordnete Titel
Der Titel wurde am 4. März 1605 für Alexander Home, 6. Lord Home geschaffen.
Zusammen mit der Earlswürde wurde ihm der Titel Lord Dunglass verliehen. Zudem war ihm bereits 1578 der Titel Lord Home zuerkannt worden, der am 2. August 1473 seinem Vorfahren Alexander Home verliehen worden war. Beide Titel gehören zur Peerage of Scotland und sind seither nachgeordnete Titel des jeweiligen Earls.
Der 11. Earl war mit einer Enkelin des Archibald Douglas, 1. Baron Douglas, dessen Titel Baron Douglas, of Douglas in the County of Lanark, 1857 erloschen war, verheiratet. Ihm wurde am 11. Juni 1875 diese Baronie in der Peerage of the United Kingdom neu verliehen. Dieser Titel war damals im Gegensatz zu seinen schottischen Titeln mit einem erblichen Sitz im House of Lords verbunden. Dessen Sohn, der spätere 12. Earl, nahm 1877, beim Tod seiner Mutter, den Nachnamen „Douglas-Home“ an.
Der Heir Apparent des jeweils amtierenden Earls führt den Höflichkeitstitel Lord Dunglass.

## Lords Home (1473)
- Alexander Home, 1. Lord Home († 1490)
- Alexander Home, 2. Lord Home († 1506)
- Alexander Home, 3. Lord Home († 1516) (Titel verwirkt 1516)
- George Home, 4. Lord Home († 1549) (Titel wiederhergestellt 1522)
- Alexander Home, 5. Lord Home († 1575) (Titel verwirkt 1573)
- Alexander Home, 6. Lord Home (um 1566–1619) (Titel wiederhergestellt 1578; 1605 zum Earl of Home erhoben)

## Earls of Home (1605)
- Alexander Home, 1. Earl of Home (um 1566–1619)
- James Home, 2. Earl of Home († 1633)
- James Home, 3. Earl of Home (um 1615–1666)
- Alexander Home, 4. Earl of Home († 1674)
- James Home, 5. Earl of Home († 1687)
- Charles Home, 6. Earl of Home († 1706)
- Alexander Home, 7. Earl of Home († 1720)
- William Home, 8. Earl of Home († 1761)
- Alexander Home, 9. Earl of Home († 1786)
- Alexander Home, 10. Earl of Home (1769–1841)
- Cospatrick Alexander Home, 11. Earl of Home (1799–1881)
- Charles Alexander Douglas-Home, 12. Earl of Home (1834–1918)
- Charles Cospatrick Archibald Douglas-Home, 13. Earl of Home (1873–1951)
- Alexander Douglas-Home, 14. Earl of Home (1903–1995) (Titelverzicht 1963)
- David Douglas-Home, 15. Earl of Home (1943–2022)
- Michael Douglas-Home, 16. Earl of Home (* 1987)

Titelerbe (Heir Presumptive) ist der Cousin zweiten Grades des aktuellen Earls, Alexander Sholto Douglas-Home (* 1962), Urenkel des 13. Earls.